# ألفريدو دا موتا
ألفريدو دا موتا (بالبرتغالية: Alfredo da Motta) مواليد 12 يناير 1921 ، كان لاعب كرة سلة برازيلي. مثل منتخب البرازيل لكرة السلة وشارك في الألعاب الأولمبية الصيفية 1948.

## الميداليات
| الميدالية | المسابقة                         |
| --------- | -------------------------------- |
| برونزية   | الألعاب الأولمبية الصيفية 1948   |
| فضية      | بطولة كأس العالم لكرة السلة 1954 |

## روابط خارجية
- ألفريدو دا موتا على موقع الاتحاد الدولي لكرة السلة (الإنجليزية)
- ألفريدو دا موتا على موقع سبورتس رفرنس (الإنجليزية)
- ألفريدو دا موتا على موقع اللجنة الأولمبية الدولية (الإنجليزية)
- ألفريدو دا موتا على موقع أوليمبيديا (الإنجليزية)
- ألفريدو دا موتا على موقع اللجنة الأولمبية البرازيلية (البرتغالية)